# Gemeinde Kolašin
Die Gemeinde Kolašin (montenegrinisch Општина Колашин Opština Kolašin) ist eine Gemeinde in Montenegro. Der Verwaltungssitz ist der Hauptort Kolašin.
Die Gemeinde besteht neben dem Hauptort Kolašin (2.444 Einwohner) aus den drei Siedlungen Breza (346), Drijenak (503) und Smailagića Polje (853).

## Bevölkerung
Die Volkszählung aus dem Jahr 2011 ergab für die Gemeinde Kolašin eine Einwohnerzahl von 8380. Davon bezeichneten sich 4812 (57,42 %) als Montenegriner und 2996 (35,75 %) als Serben.